# IEC Tower
IEC Tower (hebrejsky מגדל חברת החשמל, Migdal Chevrat ha-chašmal, doslova „Věž Elektrické společnosti“) je mrakodrap stojící na jihu izraelské Haify a sídlo energetické společnosti Israel Electric Corporation (IEC).
Svojí výškou 130 metrů a třiceti patry je druhou nejvyšší budovou města a v současnosti 14. nejvyšší budovou v Izraeli. Dokončená byla roku 2003 podle plánů Rozov-Hirsch Architects a Mansfeld Kehat Architects a je to nejvyšší budova v Izraeli, která slouží jen jediné společnosti, Izraelským elektrickým podnikům, které sem přesídlily z Tel Avivu. Je to také nejvyšší haifská úřední budova. Podle výšky střechy je vyšší než jinak vyšší Sail Tower, dominanta centra Haify.